# Ingeborg Marie Raunkiær
Ingeborg Marie Raunkiær (født 11. oktober 1863 i Varde, død 8. september 1921 i Frederiksberg) var en dansk forfatterinde. Hun var gift med Christen Raunkiær.
Ingeborg Marie Raunkiær skrev artikler til en række blade og nogle satiriske skildringer. Anonymt udkom Mand og Kvinde (1909) og I Danmark (1911). Den første indeholder tankeudvekslinger, den anden skildrer dansk natur til årets forskellige tider, ofte kønt, men til tider noget for udtværet.